# Dmitrij Jakuszkin
Dmitrij Iwanowicz Jakuszkin (ros. Дмитрий Иванович Якушкин, ur. 16 maja 1923 w Woroneżu, zm. 8 sierpnia 1994) – generał major KGB.

## Życiorys
Był praprawnukiem dekabrysty I. Jakuszkina i wnukiem historyka W. Jakuszkina. W 1941 zgłosił się na front wojny z Niemcami, w 1945 uczestniczył w Paradzie Zwycięstwa, w 1947 został zdemobilizowany. W latach 1947–1953 studiował na Wydziale Ekonomicznym Moskiewskiego Uniwersytetu Państwowego, 1953-1960 pracował w Ministerstwie Gospodarki Rolnej RFSRR, był pomocnikiem ministra Bieniediktowa, od 1960 pracował w KGB. W 1962 ukończył Szkołę nr 101, w 1963 został skierowany do Rezydentury KGB w Nowym Jorku, skąd wrócił w 1969 i został zastępcą szefa Wydziału 1 I Zarządu Głównego KGB ZSRR. W latach 1971–1975 był szefem Wydziału 3 I Zarządu Głównego KGB ZSRR, 1975–1982 głównym rezydentem KGB w Waszyngtonie, a 1982-1986 szefem Wydziału 1 I Zarządu Głównego KGB w stopniu generała majora, następnie zakończył służbę. Został pochowany na Cmentarzu Nowodziewiczym.

## Odznaczenia
- Order Czerwonego Sztandaru
- order Czerwonego Sztandaru Pracy
- Order Wojny Ojczyźnianej I klasy
- Order Czerwonej Gwiazdy

Oraz medale ZSRR, odznaki resortowe i odznaczenia zagraniczne.